# Уве Бентер
Уве Бентер (нім. Uwe Benter, 1 грудня 1955) — німецький академічний веслувальник.
Олімпійський чемпіон 1972 року в складі розпашної четвірки зі стерновим.
Бронзовий призер Чемпіонату світу 1974 року в складі розпашної четвірки зі стерновим.
Чемпіон Європи 1971 року в складі розпашної четвірки зі стерновим.